# Clive Palmer
Clive Palmer (Melbourne, 26 de março de 1954) é um bilionário de Queensland, Austrália, que atua no ramo de mineralogia e prospecção de recursos naturais.
Em 2012 ele iniciou o projeto de uma réplica do RMS Titanic, o navio Titanic II. Recentemente, Palmer anunciou que planeja construir o maior Parque dos Dinossauros do mundo na Austrália.